# Rozkład trójkątny
Rozkład trójkątny – ciągły rozkład prawdopodobieństwa zmiennej losowej.
Gęstość prawdopodobieństwa rozkładu trójkątnego symetrycznego można też wyrazić jako:
{\displaystyle f(x)=\left\{{\begin{array}{cll}0&{\text{dla}}&x<\mu -{\sqrt {6}}\sigma \\{\frac {x-\mu }{6\sigma ^{2}}}+{\frac {1}{{\sqrt {6}}\sigma }}&{\text{dla}}&\mu -{\sqrt {6}}\sigma \leqslant x\leqslant \mu \\-{\frac {x-\mu }{6\sigma ^{2}}}+{\frac {1}{{\sqrt {6}}\sigma }}&{\text{dla}}&\mu \leqslant x\leqslant \mu +{\sqrt {6}}\sigma \\0&{\text{dla}}&x>\mu +{\sqrt {6}}\sigma \end{array}}\right.,}
gdzie:
{\displaystyle \sigma } – odchylenie standardowe,
{\displaystyle \mu } – wartość średnia.